# Karlheinz Klimt

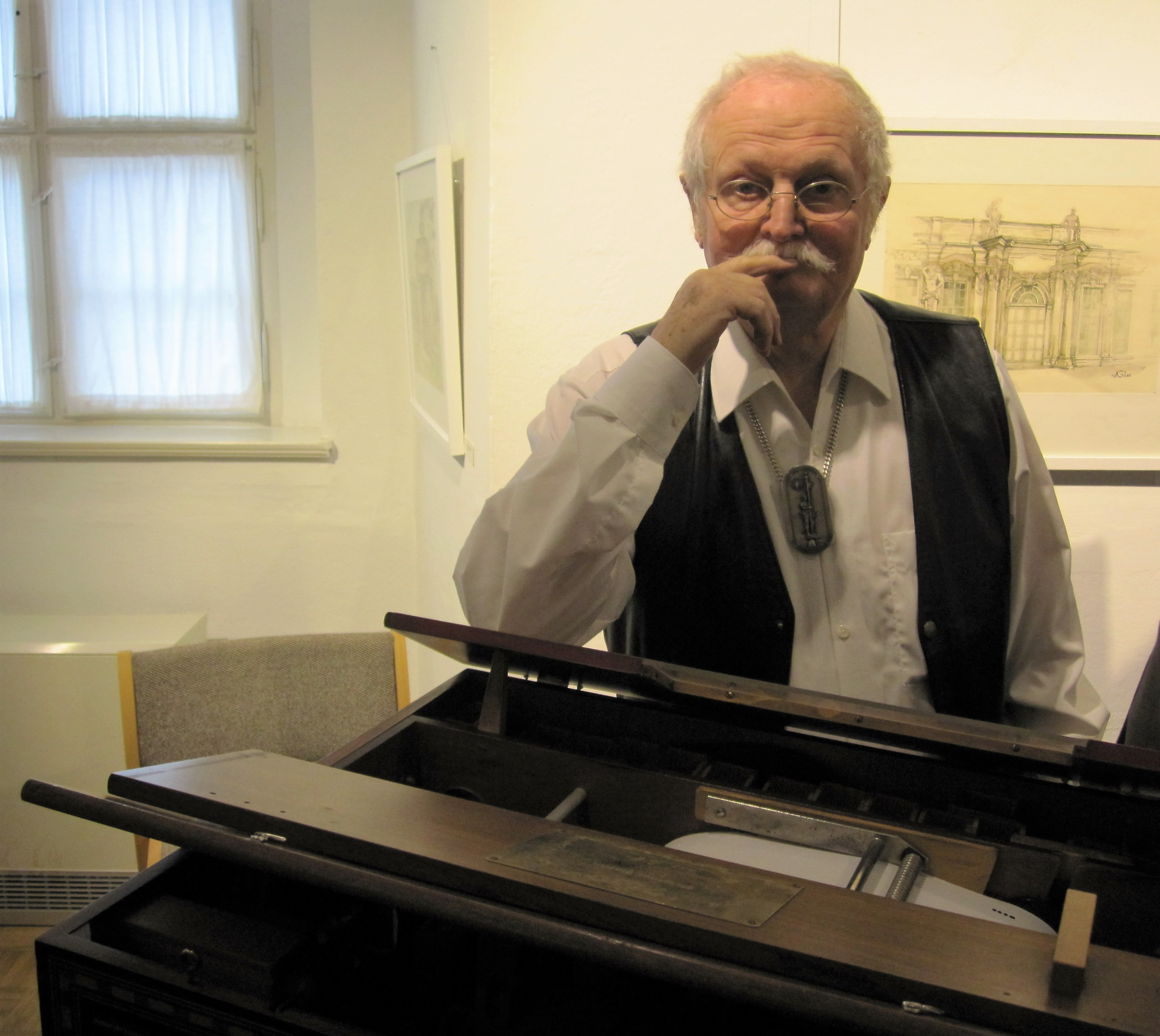
Karlheinz Klimt mit Drehorgel, 2011 (Museum Schloss Bernburg)

Karlheinz Klimt (* 26. Mai 1934 in Bodenbach, Tschechoslowakei; † 18. August 2022 in Dessau) war ein deutscher Biologe, freischaffender Puppenspieler, Drehorgelinterpret und Schriftsteller.

## Leben

### Kindheit und Jugend
Karlheinz Klimt wurde in Bodenbach/Podmokly (heute Ortsteil von Děčín) als Sohn eines Bäckermeisters und einer Hausschneiderin geboren. Er besuchte hier die Volksschule und die Bürgerschule. Auf der Grundlage der Beneš-Dekrete wurde die Familie 1945 aus ihrer böhmischen Heimat vertrieben und in der Provinz von Sachsen-Anhalt angesiedelt. Im Bördedorf Bergen, Landkreis Wanzleben bei Magdeburg, startete er schon als 11-Jähriger seine später sehr erfolgreiche Karriere als Puppenspieler beim Erntefest auf einer eigens für ihn errichteten Bretterbühne.
Nach Beendigung der achtklassigen Grundschule in Bergen erfolgte der Besuch der Oberschulen in Köthen (Anhalt) und Schulpforte. Dort im ehemaligen Zisterzienserkloster bei Naumburg/Saale, wo einst Friedrich Gottlieb Klopstock, Johann Gottlieb Fichte und Friedrich Nietzsche als Schüler weilten, erwarb er 1952 sein Abitur unter den Augen des Kreisschulrats von Merseburg und späteren Schriftstellers Werner Heiduczek. Hier hat er zugleich als Mitglied in einer Schauspielgruppe viel für seine spätere Tätigkeit erworben und eine Reihe Gleichgesinnter kennengelernt, die sich später als Schriftsteller, Schauspieler, Regisseure, Maler zu bekannten Persönlichkeiten entwickelt haben: Wolfgang Hädecke, Achim Freyer, Hanns Matz, Peter Groeger, Helmut Kubitschek und dessen Schwester Ruth Maria Kubitschek sowie deren späterer Ehepartner Götz Friedrich.

### Studium
Das Probesemester am Deutschen Theater-Institut in Weimar scheiterte an der Unvereinbarkeit seines Naturells mit dem Stanislawski-Ausbildungssystem. Daher war er zunächst 1953 als Neulehrer in Klein Wanzleben tätig, etwa 20 km südwestlich von Magdeburg.
Es folgte ab Herbst 1953 ein Studium der Biologie an der Pädagogischen Hochschule Potsdam mit Staatsexamensabschluss im Jahr 1957 als Fachlehrer für Biologie der Klassen 5 bis 12. In der Karnevalszeit 1954/55 war er dort erster Karnevalsprinz der Stadt Potsdam.

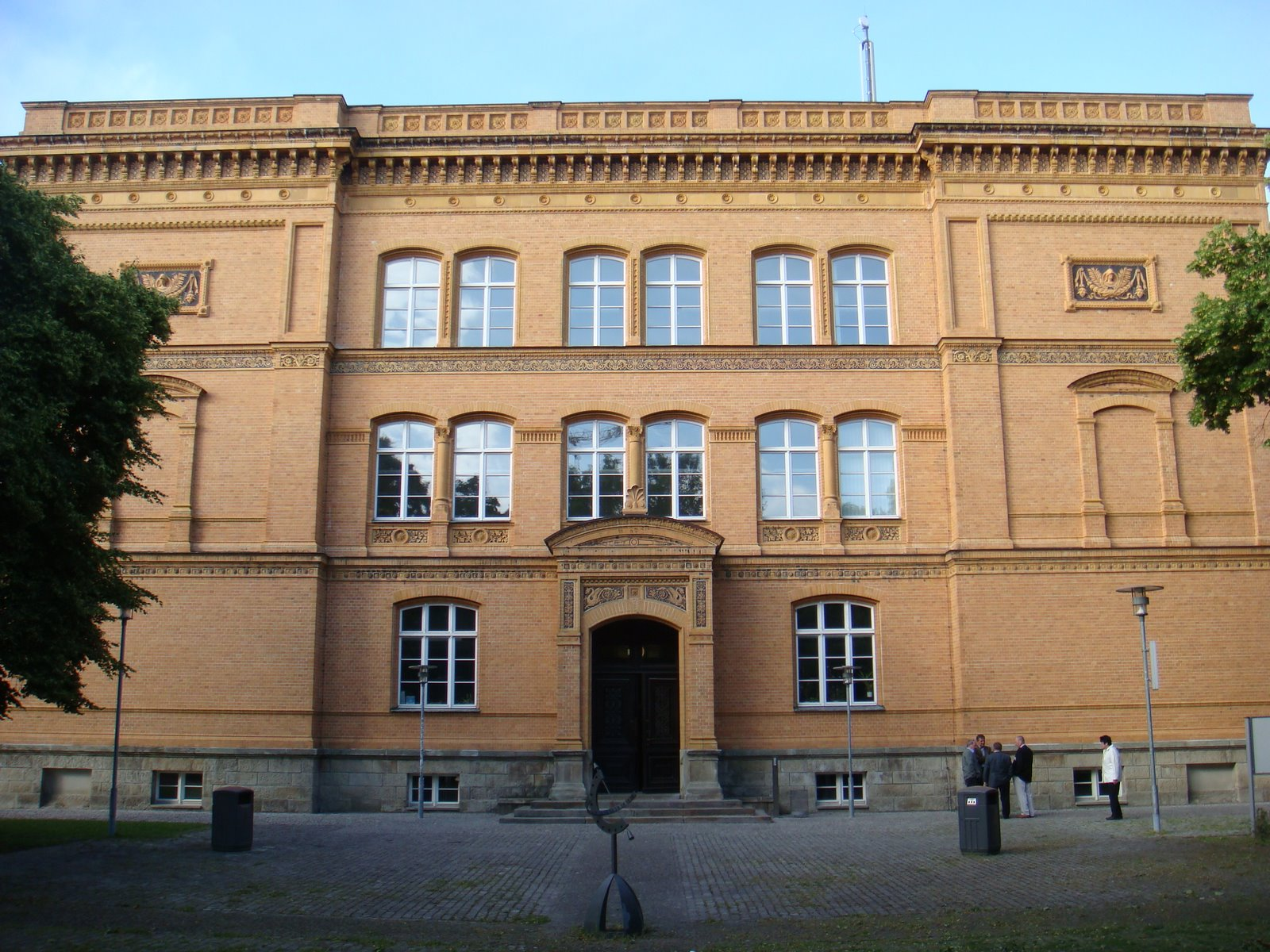
Gymnasium Carolinum Bernburg – Gebäude Schlossgartenstraße 14, Haupteingang

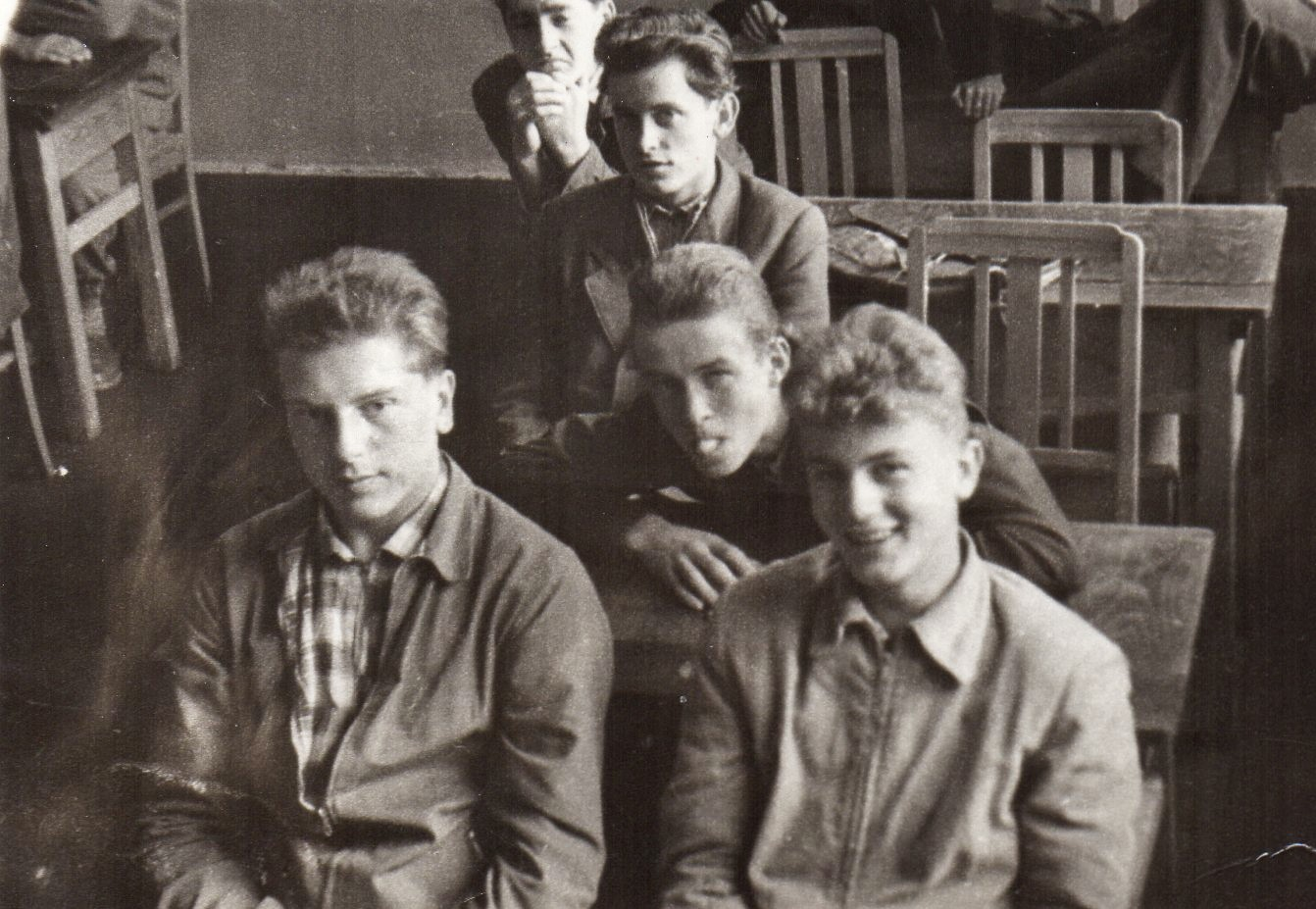
Typisches Klassenzimmer in der Karl-Marx-Oberschule Bernburg (1957)

### Berufstätigkeit als Oberschullehrer
Anschließend ab Schuljahr 1957/58 arbeitete Klimt als Fachlehrer für Biologie und Chemie in Bernburg an der Karl-Marx-Oberschule (Gebäude Schlossgartenstraße 14), der späteren Erweiterten Oberschule Karl Marx, heute Gymnasium Carolinum Bernburg. Zusätzlich war er in den ersten zwei Jahren von 1957 bis 1959 als Internatsleiter (Gebäude Nienburger Straße 9) eingesetzt. Er hat an der Schule sofort aus Schülern eine Schauspielgruppe aufgebaut und leistete rege Kulturarbeit in Bernburg und Umgebung sowie in der Berufsschule mit Abitur im benachbarten Neugattersleben. In diese Zeit fallen auch seine ersten Schreibarbeiten für die eigene Aufführungspraxis.
Mit seinen Internatsschülern unterstützte er im Frühjahr 1958 auch eine nächtliche Plakataktion anlässlich der Abschaffung von Lebensmittelkarten.
Sein Chemieunterricht wurde bald für spektakuläre Versuche bekannt: „Wo es stinkt und wo es braust, da ist Meister Klimt zu Haus“.  Als dann aber seine Internatsschüler Manfred Heinze, Uwe Trimpler, Werner Kriesel und Karsten Redmann ihm nacheiferten und auf dem Hof der angrenzenden Diesterweg-Schule eine kräftige Detonation auslösten, bei der auch größere Eisenteile durch die Luft flogen, hat er diesen „Fall“ vor der Schulleitung – durch Hinweis auf Explosionen in Labors berühmter Chemiker wie Justus von Liebig – klein gehalten und somit einen drohenden Schulausschluss der Verursacher abgewendet.

### Lehr- und Forschungstätigkeit in der Lehrerbildung
1964 wechselte Klimt an die Pädagogische Hochschule Köthen. Hier war er als Hochschuldozent in der Lehrerbildung für das Gebiet Biologie/Zoologie tätig. 1969 erlangte er seine Promotion zum Dr. rer. nat. an der Martin-Luther-Universität Halle-Wittenberg auf dem Gebiet der Zoologie, Taxonomie Mikroinsekten – Thysanoptera (Bewertung: magna cum laude; Klimt entdeckte 6 neue Tierarten).
Klimt absolvierte von 1975 bis 1979 ein Gasthörerstudium Ökologie an der Technischen Universität Dresden. Anschließend erwarb er die Lehrbefähigung (facultas docendi) für Ökologie an der Pädagogischen Hochschule Köthen. Er baute einen integrierten Ökologie-Unterricht gegen Widerstände aus dem Botanik-Bereich auf.
In den 1970er Jahren war Klimt bereits nebenberuflich für den Rundfunk der DDR tätig, bemühte sich bei der Kinderabteilung mit einem Hörspiel über Robert Koch, dessen 3. Fassung dann einschlug. Er arbeitete auch mit dem Hörspielregisseur Rüdiger Zeige zusammen, so im Jahre 1975 bei der Hörspiel-Inszenierung „Andreas und der Knochenmann“.
Daneben nahm Klimt eine Ausbildung zum Puppenspieler und Regisseur bei Dozenten aus dem In- und Ausland wahr. Geradezu legendär für Bernburg und weit darüber hinaus werden die Auftritte mit seinem privaten Puppenspieltheater. Somit hält es ihn auch nicht dauerhaft in der Lehrerbildung, seine Leidenschaft zur Schauspielkunst ist sehr viel stärker.

### Freiberuflicher Schriftsteller, Puppenspieler und Drehorgelinterpret
Seit 1987 firmiert Klimt als „freiberuflicher Schriftsteller, Puppenspieler und Drehorgelinterpret“.
Klimt war 20 Jahre Vorsitzender der Zentralen AG Amateurpuppenspiel der DDR. Er wurde mit dem „Preis für künstlerisches Volksschaffen“ ausgezeichnet (1979). Er nahm als Spieler an Festivals teil (Pécs, Chrudim, Wels, Mistelbach). Zugleich leistete er Fotodokumentationsarbeiten vom internationalen Puppentheater sowie Projektarbeiten an Gymnasien und an Ausbildungsstätten für Kindergärtnerinnen im In- und Ausland. Staatlicherseits erhielt er die Berufszulassung in der Kategorie A und später B.
Klimt verfasste in dieser Zeit Puppentheaterstücke, Hörspiele für Kinder und Jugendliche, Kurzgeschichten und Märchenbücher. Es entstanden auch Drehbücher für das Fernsehen, sogar mit internationalem Erfolg. Für seine 7-teilige Fernsehserie Bereitschaft Dr. Federau unter der Regie von Horst Zaeske wurde er 1988 mit dem „Goldenen Fernsehlorbeer“ ausgezeichnet. Diese Serie hat sich bisher über 28 Jahre lang auf den Bildschirmen von 7 Ländern gehalten (u. a. in China), und sie stellt somit einen Lebenshöhepunkt im Schaffen von Klimt dar.

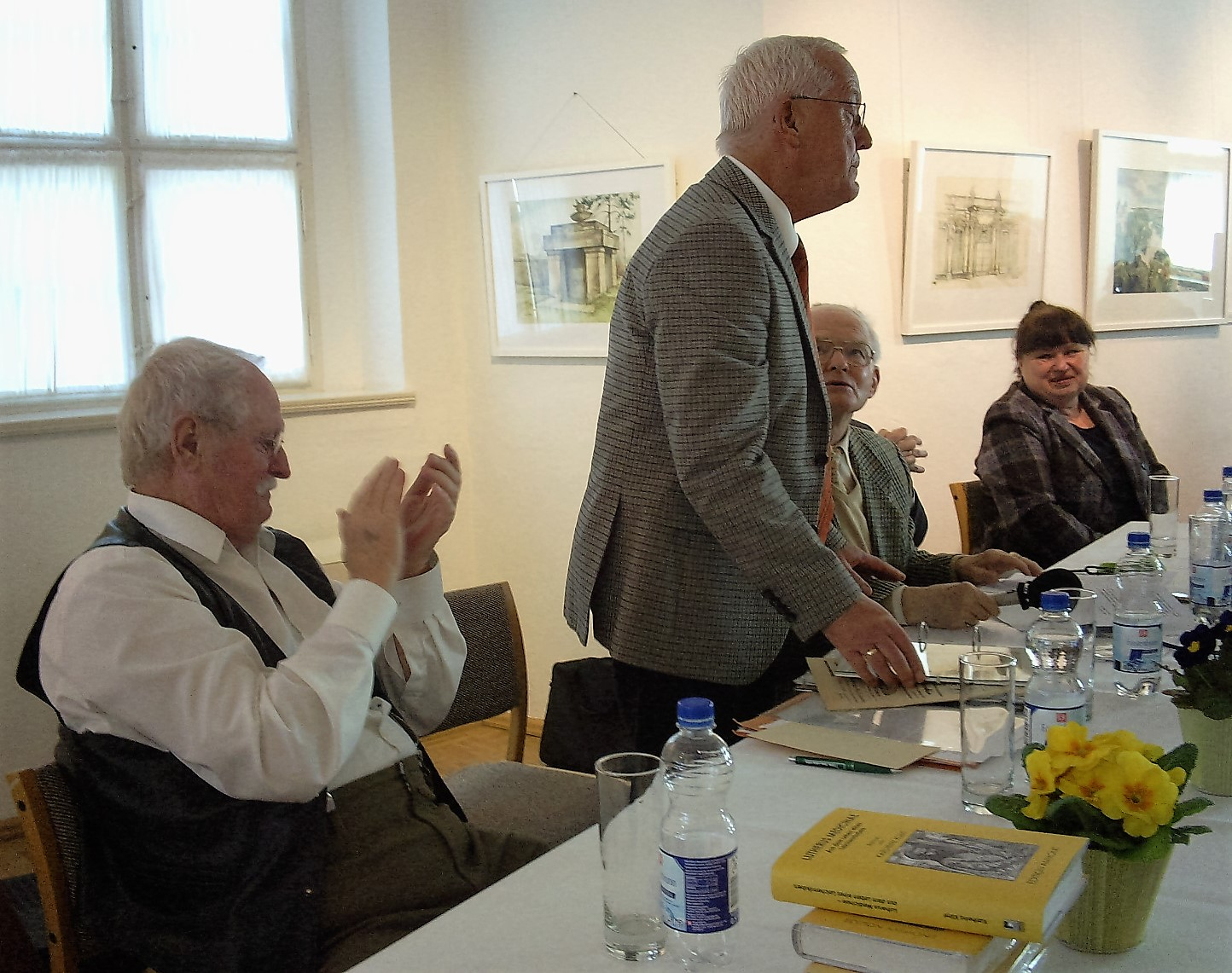
Karlheinz Klimt (li.) und frühere Schüler Peter Bethge (stehend), Frithjof Steinmüller, Angelika Böhlk (Kulturstiftung) bei der Finissage zur Bilderausstellung Karl Görner im Museum Schloss Bernburg (2011)

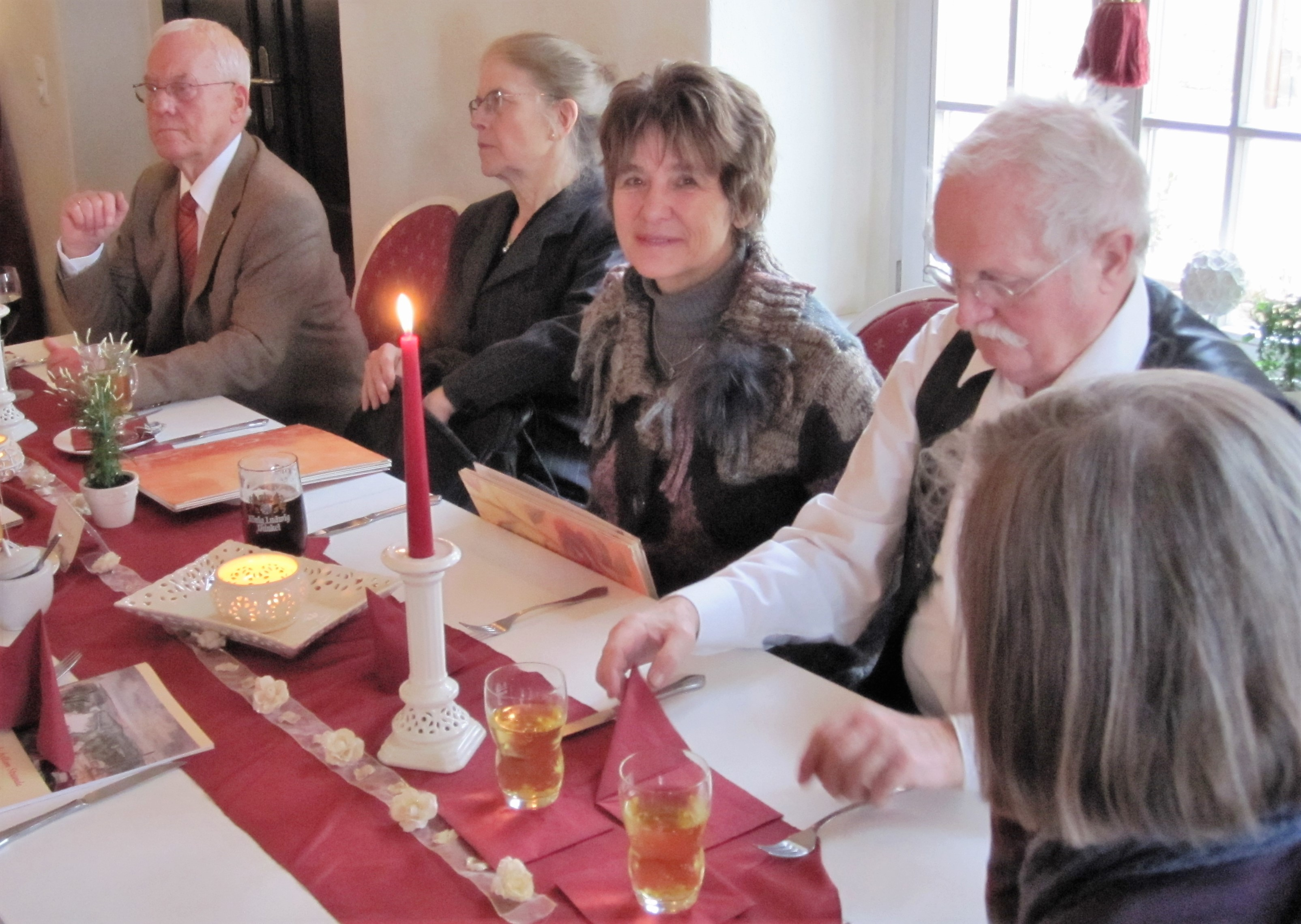
Karlheinz Klimt (re.) mit den ehemaligen Schülern Gudrun Rieche/Neumann, Christa Jahr, Peter Bethge (2011)

Nach der deutschen Wiedervereinigung erfolgte eine verstärkte Hinwendung zur mechanischen Musik, besonders zum konzertanten Drehorgelspiel mit Aufbau einer großen Sammlung von Barock-, Klassik-, Romantik- und Modernetiteln. Klimt gab Konzerte in verschiedenen Bundesländern, in Österreich und in England, auch bei Musikfestivals (Halle/Saale, Chemnitz, St. Pölten).
Im Jahr 2000 konnte er bei seinem Auftritt in Österreich eine Auszeichnung durch den Oberbürgermeister von Wien mit dem „Silbernen Rathausmann der Stadt Wien“ für seine Verdienste im Puppen- und Drehorgelspiel in Empfang nehmen.
Klimt veröffentlichte Prosa, speziell Märchen für Puppenspiele sowie als Hörspiele. An seinem historischen Roman über den kaiserlichen Leibarzt Andreas Vesalius (1514–1564) arbeitete Klimt über 30 Jahre: „Lutherus medicinae - aus dem Leben eines Leichenräubers“.
Klimt lebte in Thurau (Osternienburger Land) und errichtete hier ein privates Puppentheater. Er hat seine engen Kontakte zu seinen Bernburger Schülern der ersten Jahrgänge nicht abreißen lassen. Er erneuert diese bei jeder Gelegenheit, insbesondere zu den ehemaligen Schülern Lothar Buch, Karin Watzek/Buch, Peter Thiede, Volkmar Wegener, Siegfried Reichelt, Günter Wachs, Norma Thomiczek/Wachs, Hermann Beck, Hans Köster, Heinz Benkenstein, Gerhard Strube, Ernst Gailer, Dieter Orthmann, Harry Schulz, Hans Richter, Gottfried Werner, Jochen Dehmel, Christa Jahr, Gunnar Müller-Waldeck, Karin Voß/Löhnert, Christa Faatz/Kriesel, Volker Ebersbach  u. a. So trat Klimt auch 2011 bei der Bilderausstellung im Museum Schloss Bernburg anlässlich des 100. Geburtstages des ehemaligen Zeichenlehrers, seines Kollegen Karl Görner, mit seinem Drehorgelspiel auf und unterstützte den Auftritt der Kunsthistorikerin Ulrike Krenzlin, Tochter von Karl Görner.

## Mitgliedschaften und Ehrungen (Auswahl)
- Mitglied der Zentralen AG Amateurpuppenspiel der DDR
- 20 Jahre Vorsitzender der Zentralen AG Amateurpuppenspiel der DDR
- 1962 und 1964 Kulturpreis der Stadt Bernburg
- 1976 Preis für „Revolution im Kloster“ im Hörspielwettbewerb des Rundfunks der DDR
- 1979 Preis für künstlerisches Volksschaffen der DDR
- 1988 Goldener Fernsehlorbeer für Serie Bereitschaft Dr. Federau
- 1995 Endrundenteilnehmer beim 1. Literaturwettbewerb für Kurzprosa vom Mitteldeutschen Rundfunk (mdr) Kultur
- 2000 Silberner Rathausmann der Stadt Wien für Verdienste im Puppen- und Drehorgelspiel
- 2009 Endrunde „Zeitzeugenpreis“, Rundfunk Berlin-Brandenburg (rbb).

## Publikationen (Auswahl)
- Untersuchungen zur Systematik europäischer Haplothrips-Arten. Dissertation, Martin-Luther-Universität Halle-Wittenberg, Mathematisch-naturwissenschaftliche Fakultät, 1969.
- Siggi, Julia und das Ende der Steinzeit. Zentralhaus für Kulturarbeit der DDR, Leipzig 1970.
- Die Geschichte vom Schäfer mit den Sternenaugen. Ein Puppenspiel nach dem ungarischen Märchen "Wohl bekomm's Euch". Zentralhaus für Kulturarbeit der DDR, Leipzig 1972.
- Märchen der Völker im Puppenspiel. Bezirkskabinett für Kulturarbeit, Begründung und Leitung, Neubrandenburg, 4 Publikationen 1973–1982.
- Tiergeschichten – zwei lustige Spiele für Handpuppen und einige noch zu bastelnde Figuren. Zentralhaus für Kulturarbeit der DDR, Leipzig 1975 (mit Ingeborg Zielke).
- Gert Schliephake und Karlheinz Klimt: Thysanoptera, Fransenflügler. Fischer-Verlag, Jena 1979.
- Teufelchen Schmuckschwanz oder "Drei gute Taten für eine Dummheit" (nach einem litauischen Volksmärchen als Spielanleitung). Bezirkskabinett für Kulturarbeit, Neubrandenburg 1979.
- "Der Drachentöter" oder wer zusammenhält, dem gehört die Welt (Spielvorschlag nach Märchen aus dem Mecklenburger Märchenkreis des "Drachentöters"). Bezirkskabinett für Kulturarbeit, Neubrandenburg 1979.
- Fabeln im Puppentheater. Hrsg. im Eigenverlag beim Zentralhaus für Kulturarbeit der DDR, Leipzig 1981.
- Spielanleitungen. Bezirkskabinett für Kulturarbeit, Neubrandenburg 1983 (Illustrationen: Frieder Simon).
- Puppenspiel im künstlerischen Volksschaffen der DDR. Hrsg. von Zentralhaus-Publikation, Leipzig 1984.
- Zum täglichen Gebrauch bestimmt. Hrsg.: Harald Korall, Förderkreis der Schriftsteller in Sachsen-Anhalt, Halle 1999.
- Ein Toter spricht sich aus oder alles, was verboten war. Projekte-Verlag, Halle/Saale 2004, ISBN 3-937027-42-4.
- Zauberzähne oder Herr Sassafraß hat Probleme. Projekte-Verlag Cornelius, Halle/Saale 2007, ISBN 978-3-86634-267-5 (Illustrationen: Heike Lichtenberg).
- Stern der sieben Herzen – Abenteuergeschichten. Projekte-Verlag, Halle/Saale 2007, ISBN 978-3-86634-227-9.
- Das gefangene Nordlicht. Projekte-Verlag Cornelius, Halle/Saale 2007, ISBN 978-3-86634-251-4 (Illustrationen: Heike Lichtenberg).
- Eine neue Klasse – Erinnerungen und Wertungen eines in Schulpforte Dabeigewesenen. Projekte-Verlag Cornelius, Halle/Saale 2009, ISBN 978-3-86634-819-6.
- Lutherus medicinae – aus dem Leben eines Leichenräubers. Projekte-Verlag, Halle/Saale 2010, ISBN 978-3-86237-227-0.